# Space Ghost
A Space Ghost 1966-ban bemutatott amerikai rajzfilmsorozat, amelyet Alex Toth készített a CBS számára.

## Cselekmény
A műsor a címadó szuperhősről szól, aki gonosztevőket győz le az űrben. Eben segítségére vannak társai, Jan és Jace, valamint Blip nevű majma. A sorozatban volt egy külön szegmens is, Dino Boy címmel. Egy kisfiúról szól, aki ejtőernyővel egy őskorra emlékeztető dél-amerikai völgyben landol és ott összebarátkozik egy ősemberrel, illetve egy Brontosaurusszal. 

## Bemutató
A Space Ghost két évadot élt meg, 20 epizóddal, melyek mindegyike félórás. Az Amerikai Egyesült Államokban 1966. szeptember 10-től 1968. szeptember 7-ig sugározták. 
Magyarországon Űrszellem címmel VHS kazettán adtak ki belőle válogatott epizódokat. A kiadványon egyaránt megtalálhatóak a Space Ghost és Dino Boy epizódok is. A címszereplő Melis Gábor, Jace Lippai László, Jan pedig Csere Ágnes hangján szólalt meg. 

## Folytatás
Ebből a műsorból készült később a felnőtteknek szóló Space Ghost Coast to Coast sorozat, amelyet az Adult Swim sugárzott.